# 日根対山

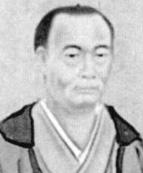
日根対山肖像

日根 対山（ひね たいざん、文化10年（1813年） - 明治2年3月13日（1869年4月24日））は、幕末の文人画家。
日根野とも呼ばれる。名を盛長、字を成言・小年、対山のほかに茅海・錦林子・同楽園・雲煙楼・酔墨庵などと号した。和泉国日根郡中庄村湊（現在の大阪府泉佐野市湊）に生まれる。

## 略歴
日根又衛門の三男として生まれる。幼い頃より絵を好み、はじめ土佐派の桃田栄雲に学び、大坂に出た後岡田半江に就いて南画を学んだ。泉佐野の豪商・里井浮丘とは幼なじみで、浮丘の庇護を受け中国絵画の臨模などで画業を磨いた。
28歳で京都に遊び、経学と書を貫名菘翁に師事した。京都移住後は勤王家の梁川星巌、頼三樹三郎、藤本鉄石、中西耕石らと親交を結ぶ。円山派の影響を強く受け、南画家・鉄翁祖門に私淑した。主に山水画を得意とする。酒を好み、豪放な性格を反映してか、極めて洒脱で大らかな気分に満ちた作品が多い。門弟に野口小蘋、猪瀬東寧、奥蘭田、跡見花蹊、中丸金峯らがいる。

## 作品
| 作品名               | 技法     | 形状・員数 | 寸法（縦x横cm）   | 所有者                 | 年代               | 落款・印章 | 備考 |
| -------------------- | -------- | ---------- | ----------------- | ---------------------- | ------------------ | ---------- | ---- |
| 高嶺密雪図           |          |            |                   | 佐野市立吉澤記念美術館 | 嘉永元年（1848年） |            |      |
| 一品當朝図襖         | 紙本墨画 | 襖11面     |                   | 十一屋コレクション     | 安政2年（1855年）  |            |      |
| 十長図               | 著色     | 1幅        | 150.3x65.7        | 堺市博物館             | 安政4年（1857年）  |            |      |
| 春秋山水図           | 紙本淡彩 | 六曲一双   | 170.3x375.0〈各)  | 堺市博物館             | 文久元年（1861年） |            |      |
| 黄山避暑・竹荘賞月図 | 紙本淡彩 | 六曲一双   | 169.7x371.6（各） | 堺市博物館             | 明治元年（1867年） |            |      |
| 桐陰書屋図           |          |            |                   | 鉄斎堂                 | 明治2年（1868年）  |            |      |
| 楓林停車図           |          |            |                   |                        |                    |            |      |
| 嵐山図               |          |            |                   |                        |                    |            |      |
| 桃華源図             |          |            |                   |                        |                    |            |      |